# Музей культурної спадщини Гонконгу
Гонконгський музей культурної спадщини (англ. The Hong Kong Heritage Museum; кит.: 香港文化博物館) — музей історії, мистецтв та культури Гонконгу. Відкритий у грудні 2000 року в окрузі ша-тин на нових територіях. Знаходиться в управлінні Міністерства дозвілля і культури Гонконгу. Підрозділами музею культурної спадщини є також Гонконгський залізничний музей, Музей Самтхунук і Народний музей Сьоніу.

## Короткий опис
Музей присвячений історії, мистецтву та загалом культурі Гонконгу, зокрема тут представлені твори дизайнерського мистецтва, фотографії, популярної культури, експонати кантонської опери та інші об'єкти нематеріальної культурної спадщини.
В мистецькій збірці музею представлено твори китайського художнього мистецтва від неоліту до династії Цін, твори дизайнерського та фото — мистецтв, а також твори сучасного мистецтва, зокрема гравюри, кераміки, живопису, скульптури та інших видів мистецтва. Окрім того тут зберігається повна колекція живопису і каліграфії ліннанського майстра Чхао Саоана. У музеї спільно з Фондом Брюса Лі відкрито виставку «Брюс Лі: Кунг-фу‧ Мистецтво‧ Життя», що налічує більше 600 експонатів, пов'язаних зі знаменитим актором.
Музей відкритий для відвідування щодня, крім вівторка і перших двох днів Китайського Нового року. Час роботи з понеділка до п'ятниці з 10 до 18 годин; по суботах, неділях і святкових днях з 10 до 19 годин; в переддень католицького Різдва і напередодні Китайського Нового року з 10 до 17 годин.
Вхідна плата становить 10 гонконгських доларів; для інвалідів, студентів очної форми навчання та осіб, які досягли віку 60 років, — 5 HKD; для груп від 20 осіб є знижка 30 %. У середу вхід вільний.

## Галерея
|                                           |
| Виставка робіт мультиплікатора Луї Ю Тіна |

|                 |
| Статуя Брюса Лі |

|                                       |
| Яу Льон, «Comic stall on Reclamation» |

|                                                         |
| Сценічний костюм актриси кантонської опери Чхунь Сиулай |

|           |
| Театр Ле: |

|                                |
| Зал спадщини кантонської опери |

|       |
| Будда |

|                         |
| модель театру Тхайпхінь |